# Сборная Таиланда по теннису в Кубке Дэвиса
Сборная Таиланда по теннису в Кубке Дэвиса — национальная мужская сборная команда, представляющая Таиланд в Кубке Дэвиса — центральном мужском теннисном турнире на уровне национальных сборных. Участвует в турнире с 1958 года.
В настоящее время сборная Таиланда находится в зоне Азия/Океания, в группе II. Сборная никогда не участвовала в Мировой Группе, но четыре раза была участником плей-офф Мировой Группы.

## Состав сборной (2015)
- Данай Удомчоке
- Пруча Изароу
- Санчай Ративатана (парный игрок)
- Сончат Ративатана (парный игрок)